# Fiambalá
Fiambalá je město v Argentině v departementu Tinogasta v provincii Catamarca. Ve městě v roce 2010 žilo 4693 obyvatel.

## Historie
Město bylo založeno v roce 1701.